# 테오도르 미하엘리스
테오도르 미하엘리스(독일어: Theodor Michalis, 1831년 3월 15일 ~ 1887년 11월 17일)는 독일의 작곡가이다.

## 작품
- 《숲속의 대장간》